# Danny Schwarz
Danny Schwarz (* 11. Mai 1975 in Göppingen) ist ein ehemaliger deutscher Fußballspieler und heutiger -trainer. Zwischen 1995 und 2004 spielte er in 122 Bundesligapartien (7 Tore) für den VfB Stuttgart, die SpVgg Unterhaching und den TSV 1860 München. 1997 gewann er mit dem VfB Stuttgart den DFB-Pokal. Seit Juli 2023 trainiert er den saarländischen Regionalligisten FC 08 Homburg. Im Dezember 2024 gab der FC 08 Homburg bekannt, die Zusammenarbeit mit Danny Schwarz beendet zu haben.

## Spielerkarriere

### Vereine
Aus der Jugend des 1. FC Eislingen hervorgegangen, einem Verein aus dem Landkreis Göppingen, erhielt Schwarz mit 20 Jahren einen Lizenzspielervertrag beim Bundesligisten VfB Stuttgart, für den er in seiner ersten Profi-Saison zu neun Einsätzen kam. Sein erstes Bundesligaspiel bestritt er am 24. Februar 1996 beim SC Freiburg, bei dem er in der Startelf stand und in der 76. Spielminute ausgewechselt wurde. In der Folgesaison kam er lediglich auf sieben Einsätze, aber auch zu seinem ersten Tor, dem 1:0-Führungstreffer bei der 2:4-Niederlage am 24. Mai 1997 beim FC Bayern München. Mit dem VfB gewann er den DFB-Pokal 1996/97. Im Finale, das der VfB mit 2:0 gegen FC Energie Cottbus gewann, wurde er in der 90. Minute für den zweifachen Torschützen Giovane Élber eingewechselt, nachdem er bereits im Halbfinale des Wettbewerbs für zehn Minuten ran durfte.
Nach einer weiteren Saison wechselte er zum Zweitligisten Karlsruher SC, bei dem er sich zum Stammspieler entwickelte.
1999 kehrte er in die Bundesliga zurück – mit dem Aufsteiger und Neuling SpVgg Unterhaching, für den er in zwei Jahren in der 1. Bundesliga alle 68 Spiele und dann – abstiegsbedingt – 30 (von 34) in der 2. Bundesliga bestritt.
Für den TSV 1860 München absolvierte er zwei Spielzeiten in der 1. Bundesliga. Nach dem Abstieg in der Saison 2003/04 kehrte er zum Karlsruher SC zurück. 2006 kehrte er wiederum zum TSV 1860 München zurück, wurde dort 2007/08 Mannschaftskapitän, hatte jedoch in der darauffolgenden Saison mit Verletzungen zu kämpfen, was zum Verlust seines Stammplatzes führte; sein im Sommer 2009 auslaufender Vertrag wurde dann nicht verlängert.
Am 10. August 2009 wechselte er zur zweiten Mannschaft des Lokalrivalen FC Bayern München in die 3. Liga, nachdem er sich bereits eine Woche im Training der Mannschaft von Trainer Mehmet Scholl fit gehalten hatte. In seinem 45. Drittligaspiel für die Bayern erzielte er beim 2:0-Sieg im Auswärtsspiel gegen Hansa Rostock am 13. November 2010 auch sein erstes und einziges Tor in einem Ligaspiel.

### Nationalmannschaft
Für die U21-Nationalmannschaft spielte Schwarz insgesamt zweimal, beide Einsätze erfolgten bei der EM 1998: Am 26. Mai in Bukarest entschied er das Spiel der Platzierungsrunde gegen Gastgeber Rumänien mit seinem Golden Goal in der 101. Minute. Drei Tage später stand er beim 2:1-Sieg (ebenfalls in Bukarest) gegen Schweden im Spiel um Platz 5 in der Elf.
Für die von 1999 bis 2001 bestehende A2-Nationalmannschaft bestritt er drei Spiele.

## Trainerkarriere
Nach seinem Karriereende 2012 wurde Schwarz, zunächst unter Marc Kienle und später unter Heiko Vogel, Co-Trainer bei den A-Junioren (U19) des FC Bayern München. Zu Beginn der Saison 2015/16 rückte er gemeinsam mit Vogel zur zweiten Mannschaft des Vereins in der Regionalliga Bayern auf.
Anfang Januar 2016 übernahm Schwarz die B2-Junioren (U16) des FC Bayern München als Cheftrainer. Nach dem Rücktritt von Heiko Vogel als Trainer der zweiten Mannschaft am 20. März 2017 übernahm er das Team bis Saisonende als Interimstrainer. Anschließend kehrte er in seine vorherige Rolle als Cheftrainer der U16 zurück.
In der Saison 2019/20 trainierte er zusammen mit dem ehemaligen Bayern-Profi Martín Demichelis das U19-Team, welches die aufgrund der COVID-19-Pandemie abgebrochene Spielzeit als Tabellenerster in der A-Junioren-Bundesliga abschloss und mit Malik Tillman den Spieler mit den meisten Treffern stellte.
Als Nachfolger von Miroslav Klose, der in den Trainerstab der Bundesligamannschaft wechselt, verantwortete der Schwabe mit dem Beginn der Saison 2020/21 mit den B1-Junioren (U17) die ältere der beiden Münchner B-Jugend-Mannschaften in der B-Junioren-Bundesliga. Zudem begann Schwarz die Ausbildung zum Fußballlehrer. Aufgrund der Corona-Pandemie musste der Spielbetrieb der B-Junioren-Bundesliga ab November 2020 unterbrochen werden.
Zunächst war geplant, dass Schwarz und Demichelis zur Saison 2021/22 die zweite Mannschaft von Holger Seitz übernehmen, der wieder auf seine ursprüngliche Position im NLZ zurückkehren sollte, der Wechsel wurde dann jedoch bereits Anfang April 2021 durchgeführt. Der FC Bayern sprach zwar von einem „Duo“, jedoch ist es nur Schwarz als Anwärter auf die Fußballlehrer-Lizenz erlaubt, eine Drittligamannschaft als Cheftrainer zu betreuen. Campus-Leiter Jochen Sauer erklärte: „Danny [hat] kürzlich seine letzte schriftliche Prüfung im Rahmen des DFB-Lehrgangs zum Fußballlehrer beendet, ist dort also zeitlich nicht mehr gebunden.“ Schwarz und Demichelis holten in acht Spielen durch vier Unentschieden vier Punkte, sodass die Mannschaft auf dem 18. Platz in die Regionalliga Bayern abstieg. Da in der Regionalliga keine Fußballlehrer-Lizenz vorausgesetzt ist, wurde Demichelis zur Saison 2021/22 alleiniger Cheftrainer und Schwarz zunächst einer seiner Co-Trainer. Kurz nach Saisonbeginn übernahm Schwarz jedoch eine neue Tätigkeit im Verein. Er betreute dort nun die an andere Vereine ausgeliehenen Nachwuchsspieler.
Am 13. Oktober 2021 verließ Schwarz den FC Bayern und übernahm als Cheftrainer die Würzburger Kickers als Nachfolger von Torsten Ziegner. Der Drittligist stand nach dem 11. Spieltag der Saison 2021/22 mit 7 Punkten auf dem 19. Platz. Nach nur 2 Siegen aus 14 Spielen trennte sich der Verein am 10. Februar 2022 von ihm. Die Mannschaft stand zu diesem Zeitpunkt auf einem Abstiegsplatz und hatte 6 Punkte Rückstand auf einen Nicht-Abstiegsplatz.
Am 11. Mai 2023 wurde er als neuer Trainer des Regionalligisten FC 08 Homburg vorgestellt und trat das Amt am 1. Juli desselben Jahres an. Im Februar 2024 verlängerte er gemeinsam mit seinem Assistenten Benjamin Schwarz vorzeitig die Verträge bis 2026.

## Erfolge
- DFB-Pokal-Sieger 1997